# Barataria (Louisiane)
Pour les articles homonymes, voir Barataria.
La ville de Barataria est un Census-designated place (ou CDP) des États-Unis situé dans la paroisse de Jefferson en Louisiane. Lors du recensement de 2000, la population s'élevait à 1 333 habitants.

## Géographie
Barataria se situe aux coordonnées 29° 42′ 54″ N, 90° 06′ 58″ O (29.715121, -90.116024).
Selon le Bureau du recensement des États-Unis, ce CDP couvre une surface totale de 12,6 km2, dont 11,5 de terre ferme et 1,2 d'étendues d'eau.

## Démographie
Toujours selon le recensement de 2000, Barataria comptait alors 1 333 habitants, 500 foyers dont 367 familles réparties sur 571 logements avec une densité moyenne de 49,8 logements au km² et 116,2 habitants au km². La population est constituée de 86,95 % de Blancs, 11,10 % Afro-Américains, 0,60 % d'Amérindiens, 0,23 % d'autres origines ethniques et 1,13 % de personnes issues de deux ou plus d'ethnies distinctes.
Parmi les 500 foyers recensés, 29,6 % avaient des enfants de moins de 18 ans vivant sous leur toit, 59 % étaient des couples mariés, 10,4 % étaient des mères élevant seules leur(s) enfant(s) et 26,4 % n'étaient pas des familles. 22,8 % des foyers ne comptaient qu'une seule personne et 10 % des recensés avaient une personne âgée de plus de 65 ans sous leur toit. La taille moyenne des foyers était de 2,67 personnes, celle des familles, de 3,17.
Au sein du CDP, la population se répartissait en 23,3 % de moins de 18 ans, 8,6 % d'individus âgés de 18 à 24 ans, 26,5 % entre 25 et 44 ans, 27,5 % entre 45 et 64 ans et 13,7 % de 65 ans et plus. Le rapport global femmes/hommes était de 100/98,4 et, chez les plus de 18 ans uniquement, 100/96,1.
Le revenu moyen annuel par foyer était de 28 168 $ et de 29 913 $ par famille. Les hommes avaient un revenu annuel moyen de 27 159 $ contre 18 000 $ pour les femmes. Le revenu par habitant du CDP était de 12 890 $. Environ 13,6 % des familles et 15,9 % de la population totale vivaient sous le seuil de pauvreté, dont 19,2 % de moins de 18 ans et 13,6 % de plus de 65 ans.

## Éducation
Les résidents dépendent des écoles publiques de la paroisse de Jefferson. Les résidents de la zone K-6 sont scolarisés à la Lafitte Elementary School, ceux de la zone 7-12 à la Fisher Middle-High School.